# تشارلز إي. ستانتون
تشارلز إي. ستانتون (بالإنجليزية: Charles E. Stanton)‏ هو عسكري أمريكي، ولد في 1859 في الولايات المتحدة، وتوفي في 1933 في فرنسا.